# Luftangriff auf Potsdam

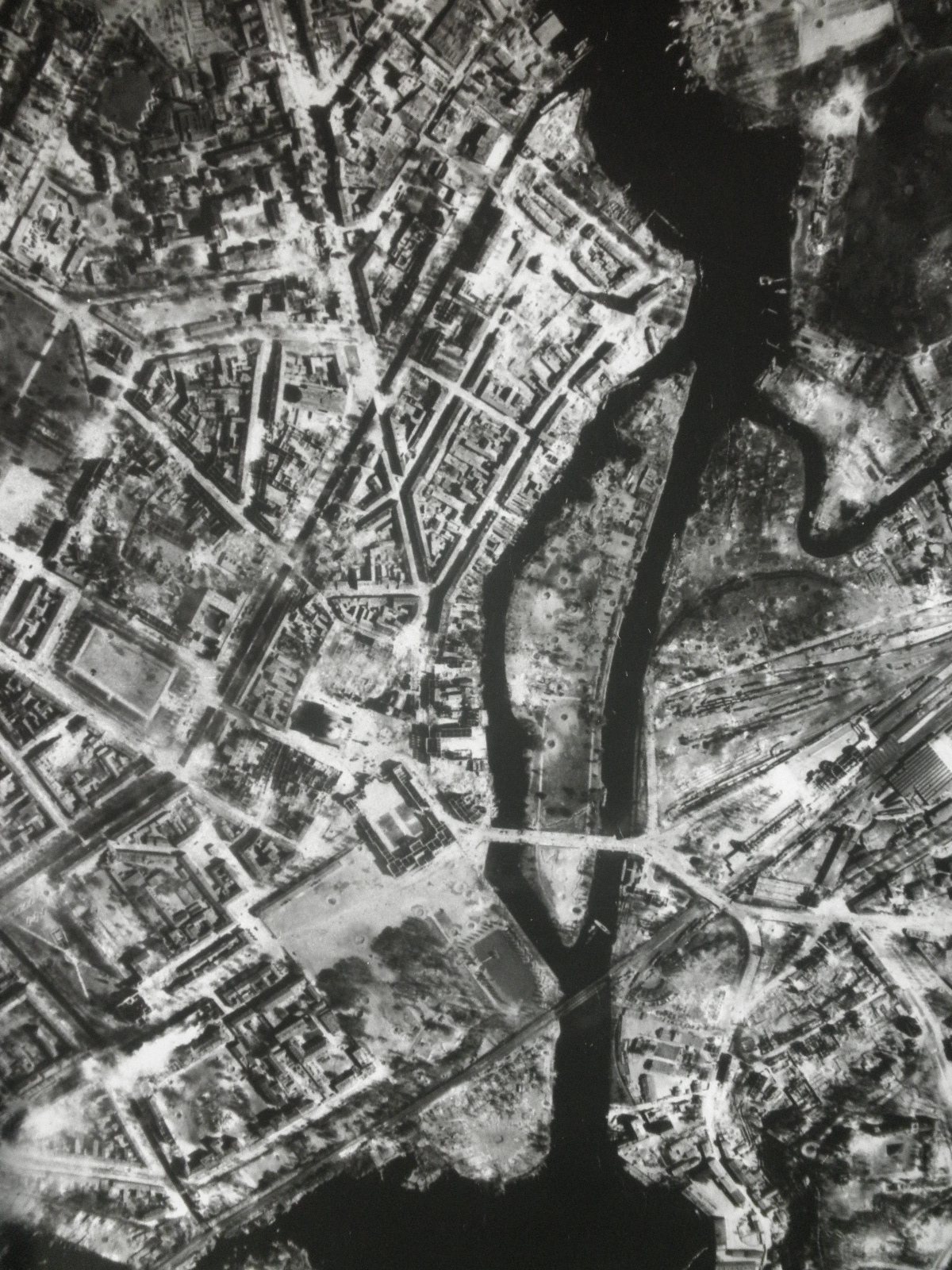
Luftbild nach dem Bombenangriff auf Potsdam (Ausstellung in Pavillon am Alten Markt im Juli 2016)

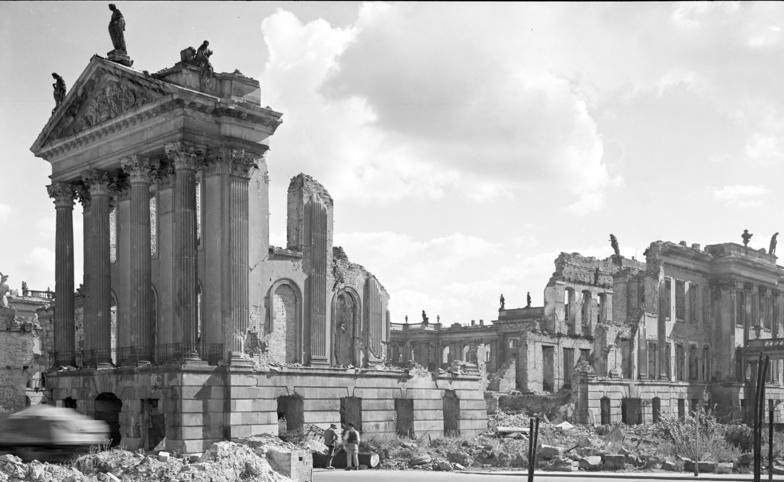
Zerstörtes Potsdamer Stadtschloss

Der Luftangriff auf Potsdam, auch als „Nacht von Potsdam“ bezeichnet, fand am 14. April 1945 ab 22:16 Uhr statt. Große Teile der Innenstadt wurden dabei zerstört. Sehr bald nach dem Fliegeralarm warfen 490 schwere viermotorige Lancaster der britischen Royal Air Force ca. 1700 Tonnen Bomben (Sprengbomben, Minenbomben, Brandbomben) ab. 1593 Potsdamer starben bei dem Bombardement oder danach im Flammenmeer, fast 1000 Gebäude in der Innenstadt wurden völlig zerstört und rund 60.000 Menschen wurden obdachlos.

## Ereignisse

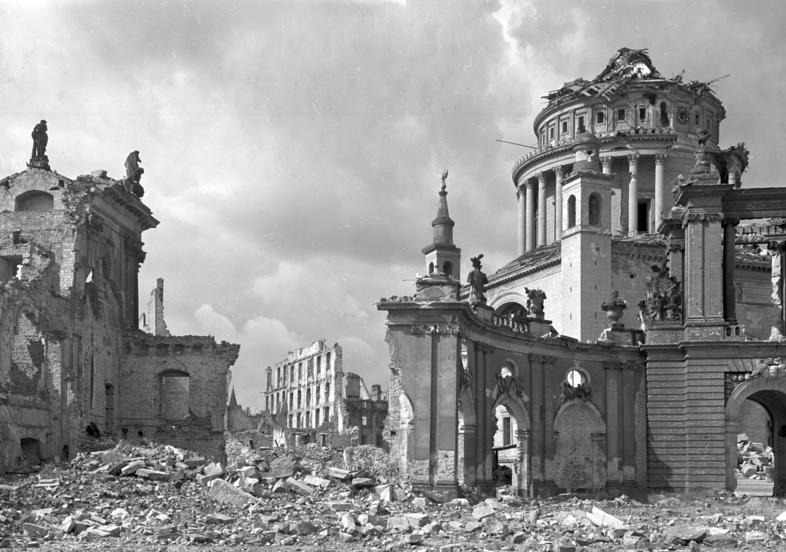
Nikolaikirche

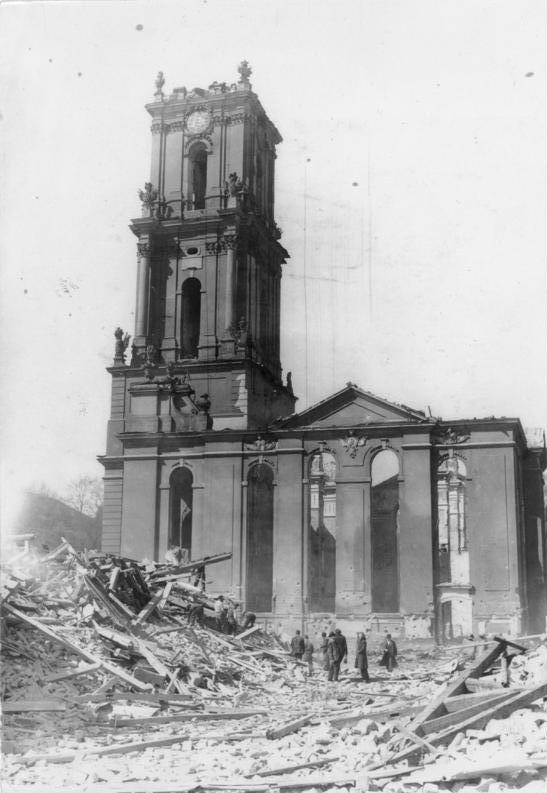
Die ausgebrannte Garnisonkirche nach dem Luftangriff

Nach alliierten Angaben war der damalige Stadtbahnhof das Hauptangriffsziel. Dieser war aber militärisch uninteressant. Die Menge der Bombenlast, die hohe Anzahl an verwendeten Brandbomben sowie die Markierung der Altstadt als Zielgebiet durch vier Leuchtbomben – der Bahnhof lag am Rand des Zielgebietes – deuten auf die gezielte Vernichtung der Altstadt hin. Dies wurde durch Unterlagen der Royal Air Force bestätigt, die nach 1990 übergeben wurden. Das Hauptangriffsziel war die Potsdamer Altstadt. Auch der größte Teil der südlichen und östlichen Potsdamer Altstadt und das Gebiet nordöstlich des Brauhausberges wurden getroffen und erlitten schwerste Schäden. Das Stadtschloss, die Garnisonkirche und andere bedeutende Bauwerke der Stadt brannten aus. Weite Teile der Berliner Vorstadt gingen in Flammen auf und auch Teile von Babelsberg wurden getroffen. Das Reichsarchiv auf dem Brauhausberg brannte aus. Die Gebäude in der Potsdamer Innenstadt und der Berliner Vorstadt wurden bis zu 97 % zerstört beziehungsweise beschädigt. Babelsberg kam mit einer Zerstörungs- beziehungsweise Beschädigungsquote von 23 % vergleichsweise glimpflich davon.
Einige wertvolle Bauwerke überstanden die „Nacht von Potsdam“, wurden allerdings schwer beschädigt. Dazu zählen die Nikolaikirche und das Alte Rathaus am Alten Markt – die nach dem Krieg wiederhergestellt wurden –, die nach 1945 abgetragene Heilig-Geist-Kirche und das Schauspielhaus in der östlichen Altstadt sowie der Monopteros auf dem Militärwaisenhaus in der Breiten Straße.
Die Kämpfe um Potsdam gingen jedoch weiter. Als die Stadt zur „Festung“ erklärt wurde, besetzten Beobachterposten die höchsten Aussichtspunkte. Diese wurden vom tagelangen Artilleriebeschuss der sowjetischen Truppen um den 24. April besonders getroffen; viele weitere bis dahin erhaltene Bauwerke gingen in Flammen auf und somit ebenfalls verloren.
Einzig den Parks und ihren Schlössern blieben größere Zerstörungen erspart.

## Erinnerung

### Begräbnis- und Gedenkstätten auf dem Neuen Friedhof
Auf dem Neuen Friedhof gibt es eine große Gedenkstätte („Bombenopferehrenfelder“ I und II) mit Einzel- und  Massengräbern für 1641 hier beerdigte  Bürger Potsdams, die überwiegend in der Nacht vom 14. zum 15. April 1945 ums Leben gekommen sind. Bombenopferehrenfeld I: 341 Einzelgräber der Opfer von einzelnen Bombenangriffen 1939–1945. Die Granit-Kreuze wurden 1993 gesetzt. Bombenopferehrenfeld II: 1.370 Tote aus den Jahren 1943–1945. Es handelt sich vor allem um Opfer des Bombenangriffs vom 14. April 1945; aber auch um Tote der letzten Kriegstage in und um Potsdam, Soldaten, Zivilisten, Ausländer. Ein Denkmal von 1979 trägt die Inschrift: DEM GEDENKEN DER OPFER DES BOMBENANGRIFFS AUF POTSDAM AM 14. APRIL 1945

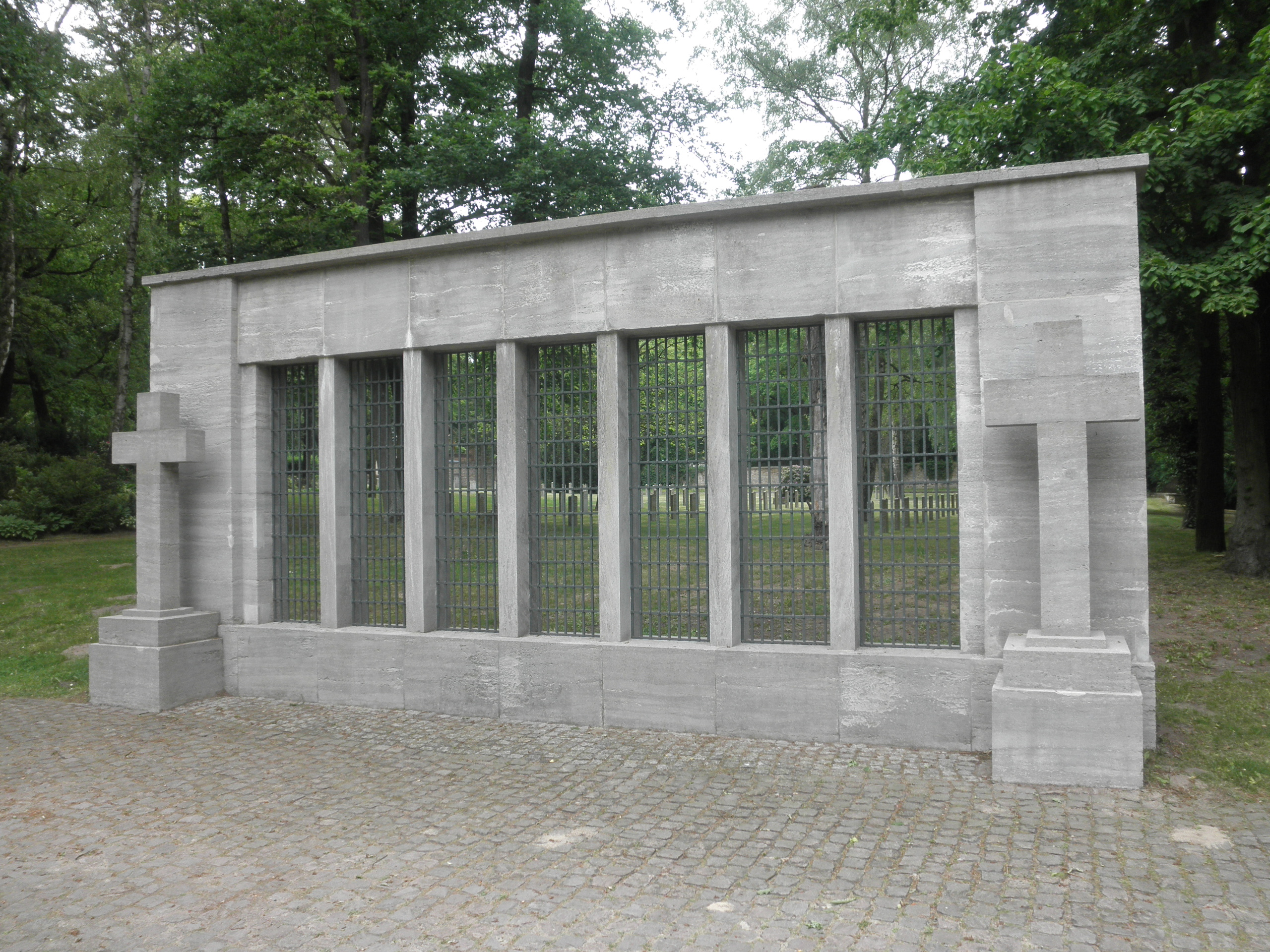
Kriegsgräberstätte auf Neuem Friedhof
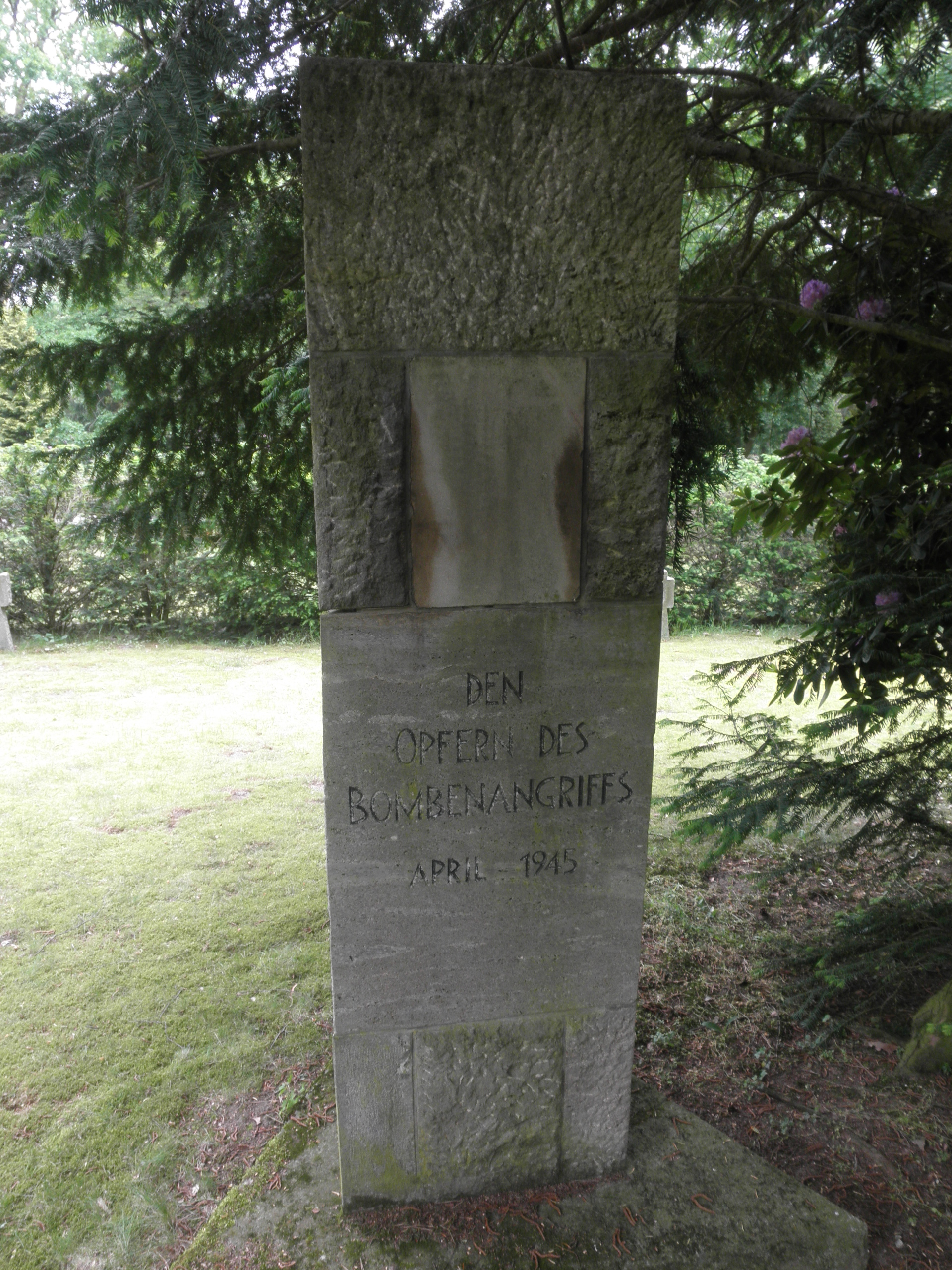
Denkmal Bombenopfer auf Massengräbern auf Neuem Friedhof
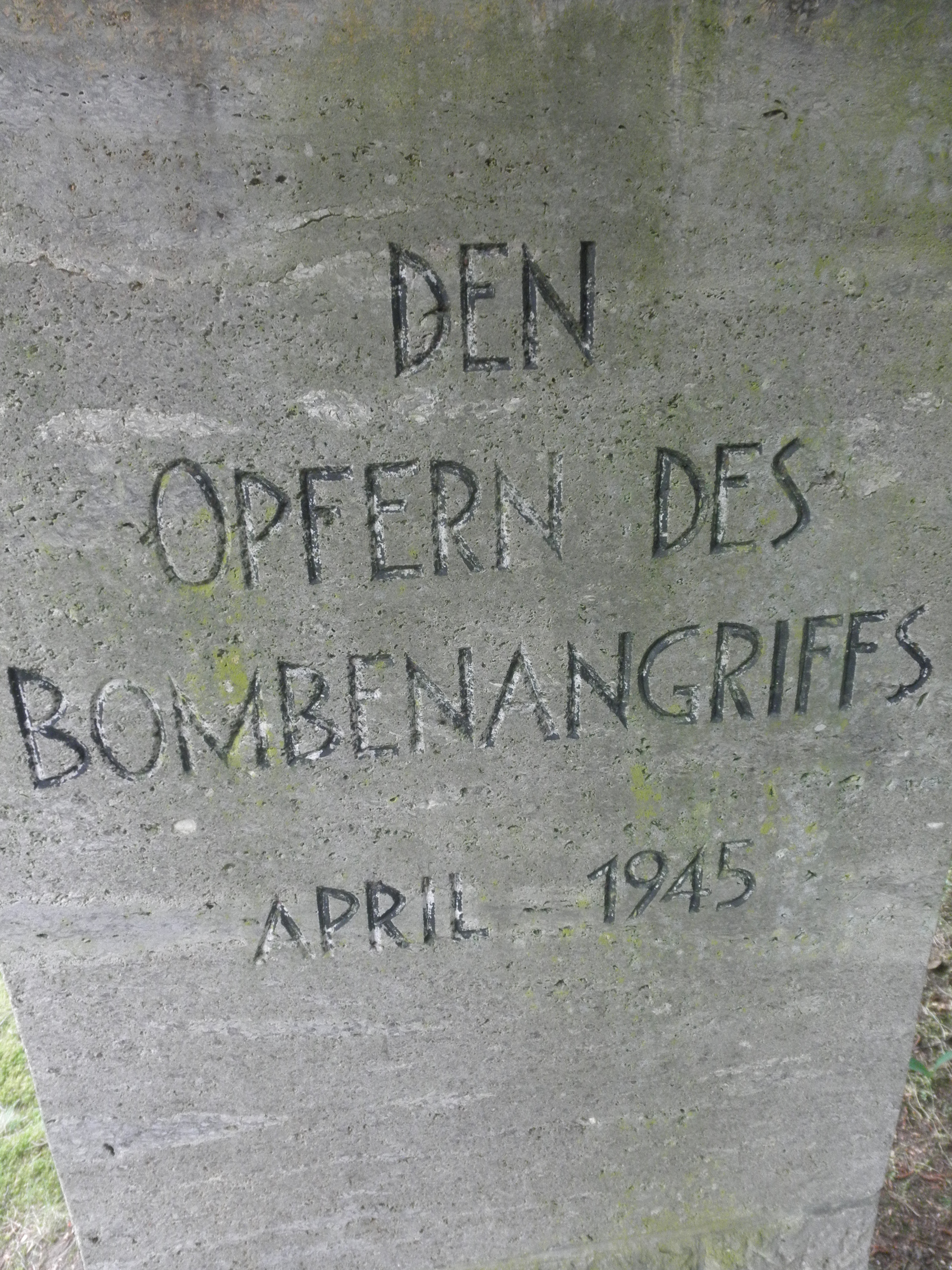
Stele: DEN OPFERN DES BOMBENANGRIFFS APRIL 1945
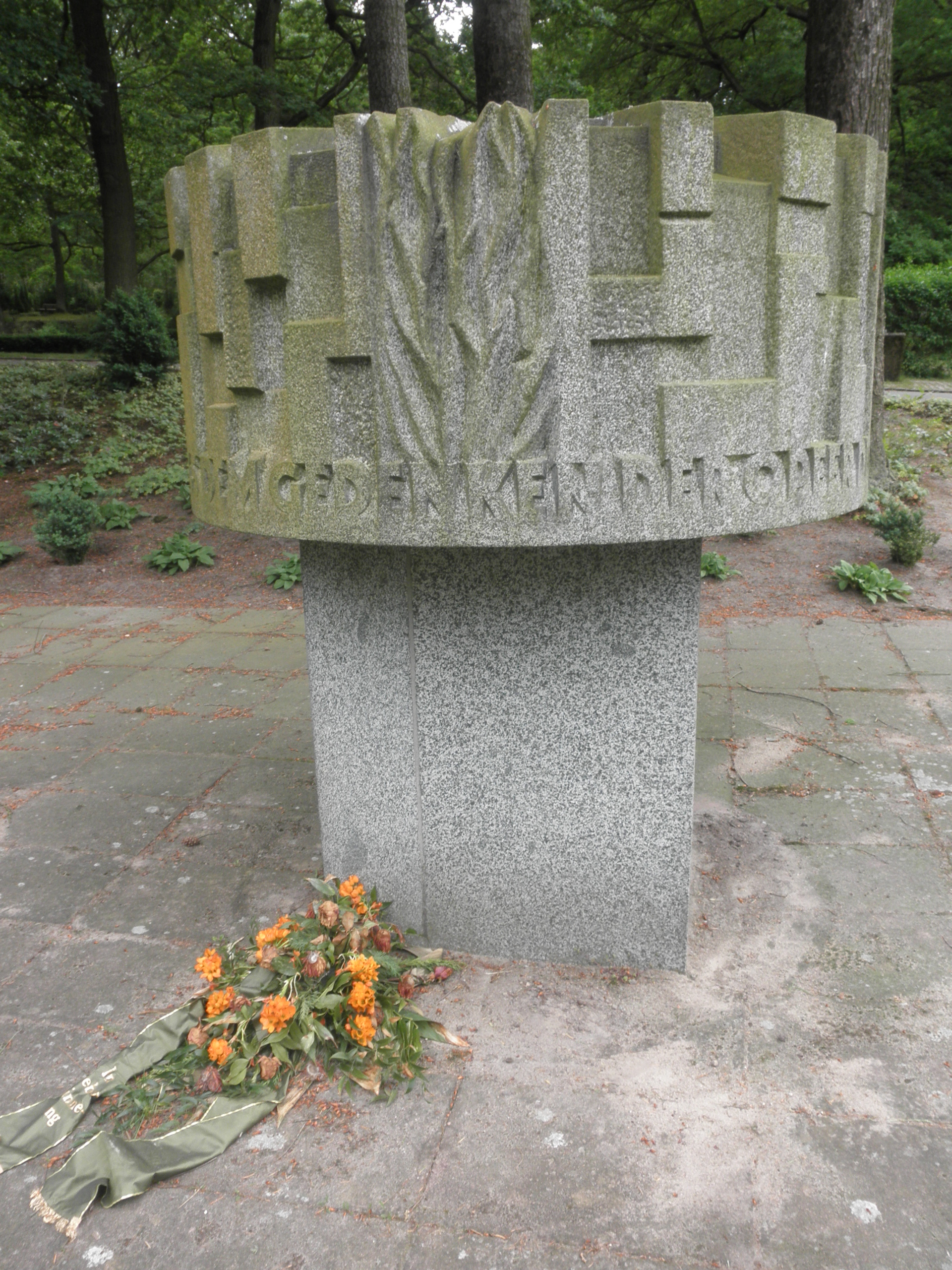
Denkmal (von 1979) für Bombenopfer auf Neuem Friedhof
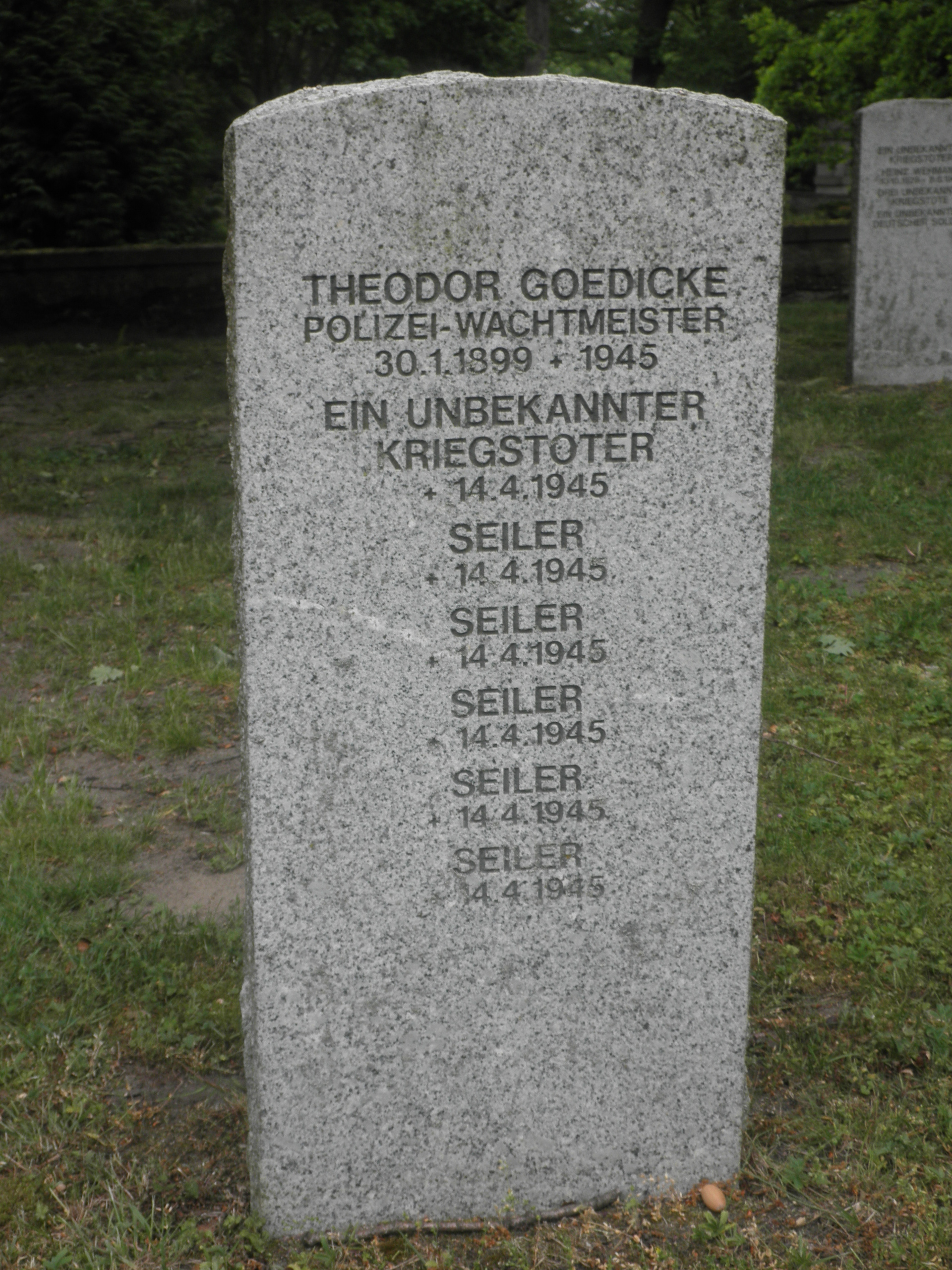
Fünf Bombenopfer aus einer Familie
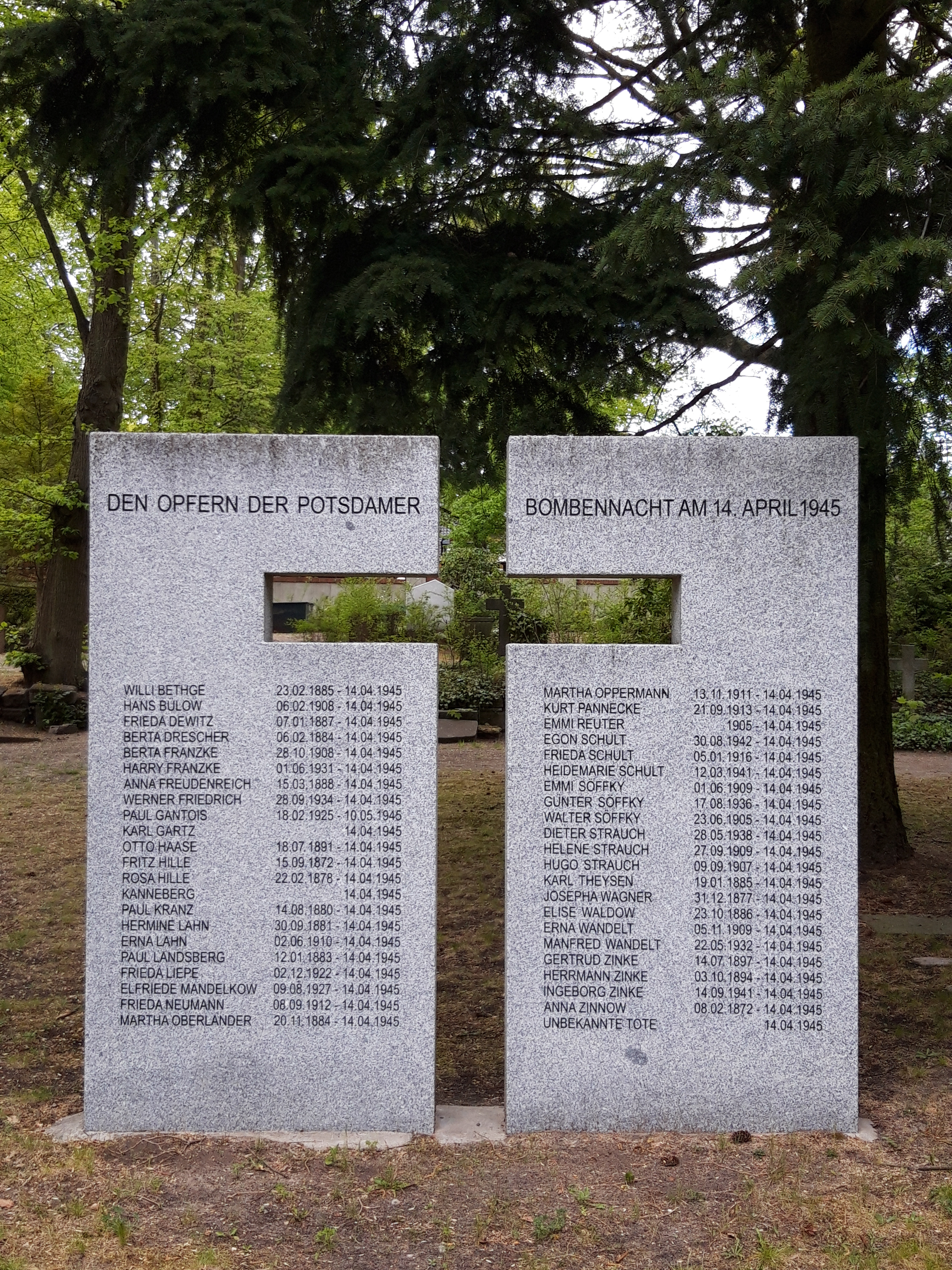
Grabstätte für die Opfer der Potsdamer Bombennacht auf dem Friedhof Goethestraße in Potsdam-Babelsberg

Auf dem Friedhof Goethestraße in Babelsberg befindet sich ein Gedenkstein für 44 Bewohner des Stadtteils, die in der Bombennacht ums Leben kamen.

### Gedenkveranstaltungen
An die Ereignisse dieser Nacht erinnerte am 14. April 2006 eine Gedenkkundgebung am Nauener Tor.
Am 14. April 2013 wurde in der Nikolaikirche das vom dortigen Kantor Björn O. Wiede komponierte „Potsdam Requiem“ uraufgeführt. Das achtteilige Werk für ein kammermusikalisch besetztes Instrumentalensemble, Chor und Solist nimmt einige formale Anleihen bei Brittens War Requiem und setzt auf Effekte der Minimal Music.